# Yohann Le Provost
Pour les articles homonymes, voir Le Provost.
Yohann Le Provost, né le 28 janvier 1984, est un joueur de rugby à XV français qui évolue au poste de pilier ou talonneur au sein de l'effectif du Stade français Paris (1,82 m pour 102 kg).

## Biographie
Il débute au club de Suresnes dans la région parisienne avant de rejoindre le centre de formation du Stade français en cadets.
Il joue son premier match en Top 14 le 11 novembre 2006 à l’occasion d’une rencontre contre le SU Agen (31-8), en remplacement de Mathieu Blin à la 78e minute.

## Carrière
- Rugby Club de Suresnes
- 2006-2008 : Stade français Paris
- 2010-2011 : Rugby club Suresnes Hauts-de-Seine

## Palmarès
- Champion de France : 2007